# Institut national de l'économie circulaire
 (janvier 2015).
L’Institut National de l’Économie Circulaire (INEC) est une association loi de 1901, présidée par Jean-Marc Boursier. Il est l'organisme de référence et d'influence autour de l'économie circulaire en France. L'INEC vise ainsi à promouvoir l'économie de la ressource et à accélérer son déploiement dans les territoires et au sein des entreprises. 

## Histoire
En 2009, la navigatrice et entrepreneuse sociale Ellen McArthur fonde une association sur le sujet de l’économie circulaire, avec cette accroche : 

« En mer, tout est compté ; à terre aussi, les ressources sont finies. »

Dans un contexte de raréfaction des ressources et de forte augmentation du prix des matières premières, l'objectif de la Fondation Ellen MacArthur est de promouvoir le concept d'économie circulaire comme une alternative  au système d'économie linéaire « extraire, fabriquer, consommer, jeter »,.
Quelques années plus tard en France, l'INEC est créé en 2013 par François-Michel Lambert, alors député des Bouches-du-Rhône, dans le but de favoriser le développement de cette économie nouvelle. Dans une démarche collaborative, l'objet de l'INEC est d’« identifier les freins et les leviers pour mettre en place progressivement une économie circulaire et créer une dynamique vers ce modèle économique vertueux. ».
L’ambition de l'INEC est triple :
- mutualiser les compétences et les ressources ;
- promouvoir et dynamiser la recherche, l’expérimentation et les réalisations concrètes ;
- faire évoluer la législation et la réglementation.

Autour d’ateliers thématiques et de programmes transverses, l'INEC favorise le dialogue entre acteurs et la mise en réseau de ses membres. Les ateliers thématiques et différentes commissions visent à anticiper les signaux faibles relatifs à l'économie de la ressource, identifier des freins, proposer des leviers et préparer les évolutions législatives, réglementaires et fiscales. L’horizon de long terme est un changement profond du modèle économique, la transition se faisant étape par étape. 

## Présentation

### Membres
Les cinq membres fondateurs sont KEDGE Business School, la fédération des entreprises du recyclage (FEDEREC), la Fondation Nicolas Hulot, GrDF, le groupe La Poste et le Syndicat français de l’industrie cimentière.
L'INEC comptait en 2018 plus de 200 membres, parmi lesquels des personnalités (politiques et chercheurs), des entreprises, des éco-organismes, des sociétés d’économie mixte ; des institutions ; des collectivités ; des instituts de recherche, des Universités et Écoles ; des associations et des syndicaux sociaux ; des associations et fédérations de professionnels, des pôles de compétitivité.

#### Gouvernance
- Président : Jean-Marc Boursier
- Directrice générale : Emmanuelle Ledoux

### Missions
L'INEC, en partenariat avec l’Agence de l’environnement et de la maîtrise de l’énergie, organise à Paris les premières Assises de l’économie circulaire,,, le 17 juin 2014.
Sur proposition de François-Michel Lambert en 2015, les titres II et III de la loi n° 2015-992 du 17 août 2015 relative à la transition énergétique pour la croissance verte (aussi dite « loi de transition énergétique ») ont précisé les principes de l'économie circulaire, qui trouve ici une première définition légale en entrant dans le Code de l'environnement.
Avant 2017, l'INEC publie un livre blanc Pour une économie circulaire et une proposition de loi dans l’intérêt de l’économie circulaire .
L'INEC a participé à l'écriture de la Feuille de route économie circulaire (FREC), publiée en avril 2018 par le Ministère de la Transition écologique et solidaire. Cette feuille de route décline de manière opérationnelle la transition à opérer pour passer d’un modèle économique linéaire « fabriquer, consommer, jeter » à un modèle circulaire qui intègrera l’ensemble du cycle de vie des produits, de leur écoconception à la gestion des déchets, en passant bien évidemment par leur consommation en limitant les gaspillages.      
En 2019, l'INEC porte 10 propositions pour la loi relative à l'antigaspillage pour une économie circulaire (dite loi AGEC), co-construites avec ses membres. Le 10 février 2020, la loi AGEC est promulguée. L'INEC en assure un décryptage régulier (publication des décrets d'application).     
Entre 2020 et 2021, l'INEC porte le programme "École circulaire", référençant de nombreuses initiatives en matière de commande publique circulaire.     
En 2021, l'INEC publie l'étude "Pivoter vers l'industrie circulaire - Quels modèles ? Comment accélérer ?" avec OPEO Consulting, qui recense les 6 business models circulaires principaux et leurs avantages.     

### Récompenses
- Marianne d'or du développement durable :
  - remise à François-Michel Lambert, lors du salon des Maires de France, à Paris, le 20 novembre 2013[30].
  - remise à François-Michel Lambert par Alain Trampoglieri[31], le vendredi 7 novembre 2014, à l'occasion de l'inauguration de l'Atelier Del Sol[32].